# OODA loop

Diagramma del ciclo decisionale noto come ciclo di Boyd o ciclo OODA

L’espressione OODA loop (in italiano ciclo OODA) o ciclo di Boyd si riferisce al ciclo decisionale “osservare, orientare, decidere e agire”, sviluppato dallo stratega militare dell’aeronautica degli Stati Uniti col. John Boyd, che ha applicato questo concetto alle fasi del combattimento, spesso in operazioni militari a livello strategico.
Ora lo stesso concetto di OODA viene spesso applicato anche per comprendere le operazioni commerciali ed i processi di apprendimento. Questo approccio favorisce l'agilità di ragionamento sulla potenza grezza nell’affrontare avversari umani in ogni tipo di contesto.

## Panoramica
Il ciclo OODA è diventato un concetto importante nei seguenti contesti:
- il contenzioso legale[1]
- l’ambiente degli affari[2]
- l’applicazione della legge[3]
- la strategia militare

Secondo Boyd, il processo decisionale (decision-making) si manifesta in un ciclo ricorrente del tipo: “Osserva->Orienta->Decidi->Agisci”. Un’entità (sia che si tratti di un individuo o di un'organizzazione) in grado di elaborare questo ciclo rapidamente, osservando e reagendo agli eventi che si stanno svolgendo più rapidamente di un avversario, può così "entrare" nel ciclo decisionale dell'avversario e passare in vantaggio rispetto a lui. Frans Osinga ha sostenuto che le opinioni di Boyd sul loop OODA sono in realtà molto più profonde, più ricche e più complete dell'interpretazione comune dell'idea del "ciclo rapido OODA".
Boyd sviluppò il concetto per spiegare come fare a dirigere le proprie energie per sconfiggere un avversario e sopravvivere. Egli sottolineò che quel che si ritiene un "singolo loop" è in realtà un insieme di cicli interagenti, che devono essere mantenuti in funzionamento continuo durante il combattimento. Mostrò anche che la fase della battaglia ha un impatto importante sull'allocazione ideale delle energie del combattente.
Il diagramma di Boyd mostra che tutte le decisioni sono basate su osservazioni della situazione in evoluzione, mitigate dal filtraggio implicito del problema che viene affrontato. La prima ‘O’ sta per “Osservazioni”, che sono le informazioni grezze su cui si basano le decisioni e le azioni. Le informazioni osservate devono essere elaborate per orientarle al processo decisionale. Nelle note del suo discorso "Organic Design for Command and Control” (Progettazione organica del comando e controllo), Boyd disse:
(John Boyd)
Come affermato da Boyd e mostrato nella casella "Orientamento", c'è molto filtraggio sull'informazione grazie alla nostra cultura, la genetica, la capacità di analizzare e sintetizzare e l'esperienza precedente. Poiché il ciclo OODA è stato progettato per descrivere un singolo decisore (decision maker), la situazione è in genere molto più complessa di quanto mostrato, poiché la maggior parte delle decisioni aziendali e tecniche hanno invece un gruppo di persone che osservano e orientano, ciascuna delle quali porta le proprie tradizioni culturali, genetica, esperienza ed altre caratteristiche informative. È qui che le decisioni spesso rimangono bloccate, il che non porta a vincere, perché:
(John Boyd)
Il ciclo OODA, che si concentra su requisiti militari strategici, è stato adattato per la pianificazione della continuità operativa delle imprese e del settore pubblico. Lo si può confrontare con il ciclo “Pianifica-Fai-Verifica-Agisci” (Plan Do Check Act - PDCA) o Ciclo di Deming.
Ecco come uno dei colleghi di Boyd lo descrisse in "John Boyd, USAF Retired, Father of the F16" (John Boyd, ex USAF, il padre dell’F-16):
(Harry Hillaker)
L'OODA Loop serve anche a spiegare la natura delle operazioni di sorpresa e di modellazione in un modo che unifica la psicologia della Gestalt, la scienza cognitiva e la teoria dei giochi in una teoria comprensiva della strategia. La teoria dell'utilità (la base della teoria dei giochi) descrive come le decisioni vengono prese in base al valore percepito di intraprendere una data azione. Il loop OODA mostra che prima di prendere una decisione (la fase Decide), la persona deve prima ottenere informazioni (Osservare) e determinare cosa significa per lui e cosa può fare al riguardo (Orient). In questo modo, l'utilità cercata nella fase Decide può essere modificata influenzando le informazioni ricevute dall'avversario e il modello cognitivo applicato per orientarsi su di esso.
Lo scrittore Robert Greene ha scritto in un articolo intitolato “OODA and You" (Tu e lo OODA):
(Robert Greene)

## Applicabilità
Si consideri un caso in cui un pilota di caccia venga chiamato nel corso di un’emergenza (scramble) per abbattere un aereo nemico.
Prima che questo si trovi entro il campo visivo, il pilota prenderà in considerazione qualsiasi informazione disponibile sulla probabile identità del pilota nemico: la nazionalità, il suo livello di allenamento e le tradizioni culturali che potrebbero entrare in gioco.
Quando l'aereo nemico entra in contatto con il radar, diventano disponibili informazioni più dirette sulla velocità, le dimensioni e la manovrabilità del nemico; le circostanze in rapida evoluzione hanno la priorità sulle comunicazioni radio. Una prima decisione viene presa sulla base delle informazioni disponibili fino a quel momento: il pilota decide di "prendere il sole" (mettersi controluce) sul suo avversario e agisce sui comandi per far salire l’aereo. Poi torna all'osservazione: l'attaccante sta reagendo a questo cambio di altitudine? Poi arriva l'orientarsi: il nemico reagisce in modo caratteristico, o forse si comporta come un non combattente? Il suo aereo esibisce prestazioni migliori del previsto?
All'inizio del combattimento aereo, poco tempo viene dedicato all'orientamento, a meno che non entrino in gioco nuove informazioni relative all'identità o alle intenzioni dell'attaccante. Le informazioni si susseguono in tempo reale e il pilota non ha il tempo di elaborarle consapevolmente; egli reagisce perché è addestrato, ed il suo pensiero cosciente è diretto a supervisionare il flusso di azione e reazione, ripetendo continuamente il ciclo OODA. Allo stesso tempo, l'avversario sta percorrendo lo stesso ciclo.
Una delle intuizioni principali di John Boyd nel'affrontare il combattimento dei caccia era che è vitale cambiare velocità e direzione più velocemente dell'avversario. Questo potrebbe interferire con il ciclo OODA di un avversario. Non è necessariamente una funzione della capacità di manovra dell'aereo, ma il pilota deve pensare e agire più velocemente di quanto l'avversario possa pensare e agire. Entrare "dentro" il suo ciclo, cortocircuitare i processi di pensiero dell'avversario, produce l’opportunità che l'avversario reagisca in modo inappropriato.
Un altro esempio di livello tattico può essere trovato sul campo da basket, dove un giocatore prende possesso della palla e deve superare un avversario che è più alto o più veloce. È improbabile che un dribbling od uno scavalcamento abbiano successo. Invece, il giocatore può impegnarsi in una serie rapida ed elaborata di movimenti del corpo progettati per confondere l'avversario e negargli la possibilità di sfruttare le sue superiori dimensioni o velocità. Ad un livello basico di questo gioco, questa tecnica può essere semplicemente una serie di finte, con la speranza che l'avversario commetta un errore o si apra uno spazio, ma la pratica e la concentrazione mentale possono consentire ad un giocatore esperto di accelerare il suo tempo di reazione, entrare nel ciclo OODA dell'avversario e prendere il controllo della situazione, facendo sì che l'avversario si muova in un modo inadatto, mettendosi così in vantaggio piuttosto che reagire semplicemente a un movimento del difensore. Assumere il controllo della situazione è la chiave. Non è sufficiente accelerare più velocemente il ciclo OODA, poiché questo si traduce solo in agitazione.
Lo stesso ciclo opera su un orizzonte temporale più ampio in un panorama commerciale competitivo, dove si applica la stessa logica: i decisori raccolgono informazioni (osservano), formulano ipotesi sull'attività del cliente e le intenzioni dei concorrenti (si orientano), prendono decisioni e agiscono sulla base di queste. Il ciclo viene ripetuto continuamente. L'applicazione aggressiva e consapevole del processo offre un vantaggio commerciale rispetto ad un concorrente che sta semplicemente reagendo alle condizioni in cui si verificano, o ha scarsa consapevolezza della situazione. Soprattutto nel mondo degli affari, in cui vari team di persone lavorano in base al ciclo OODA, spesso questo rimane bloccato alla "D" di "decidere" e non viene intrapresa alcuna azione, consentendo ai competitori di andare in vantaggio, oppure si sprecano risorse.
Questo approccio favorisce l'agilità di ragionamento sulla potenza grezza nell’affrontare avversari umani in ogni tipo di contesto: Boyd ha messo in pratica questo principio (ethos) nel suo lavoro per l'Air Force degli Stati Uniti. Egli era un sostenitore di aerei da caccia altamente manovrabili, in contrasto con i potenti e pesanti caccia a reazione (come il McDonnell Douglas F-4 Phantom II) che erano preferiti negli anni '60. Boyd ha ispirato il programma Lightweight Fighter (LWF) che ha prodotto il caccia di grande successo General Dynamics F-16 Fighting Falcon e successivamente il McDonnell Douglas F / A-18 Hornet, che nel corso del XXI secolo sono ancora in uso negli Stati Uniti ed in altre potenze militari.